# Cánh đồng cồn cát Nili Patera

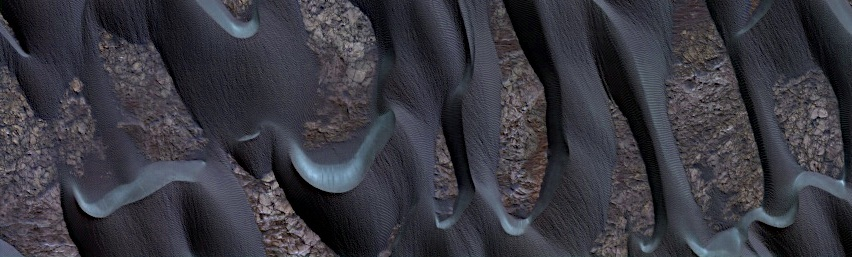
Đồi cát Nili Patera

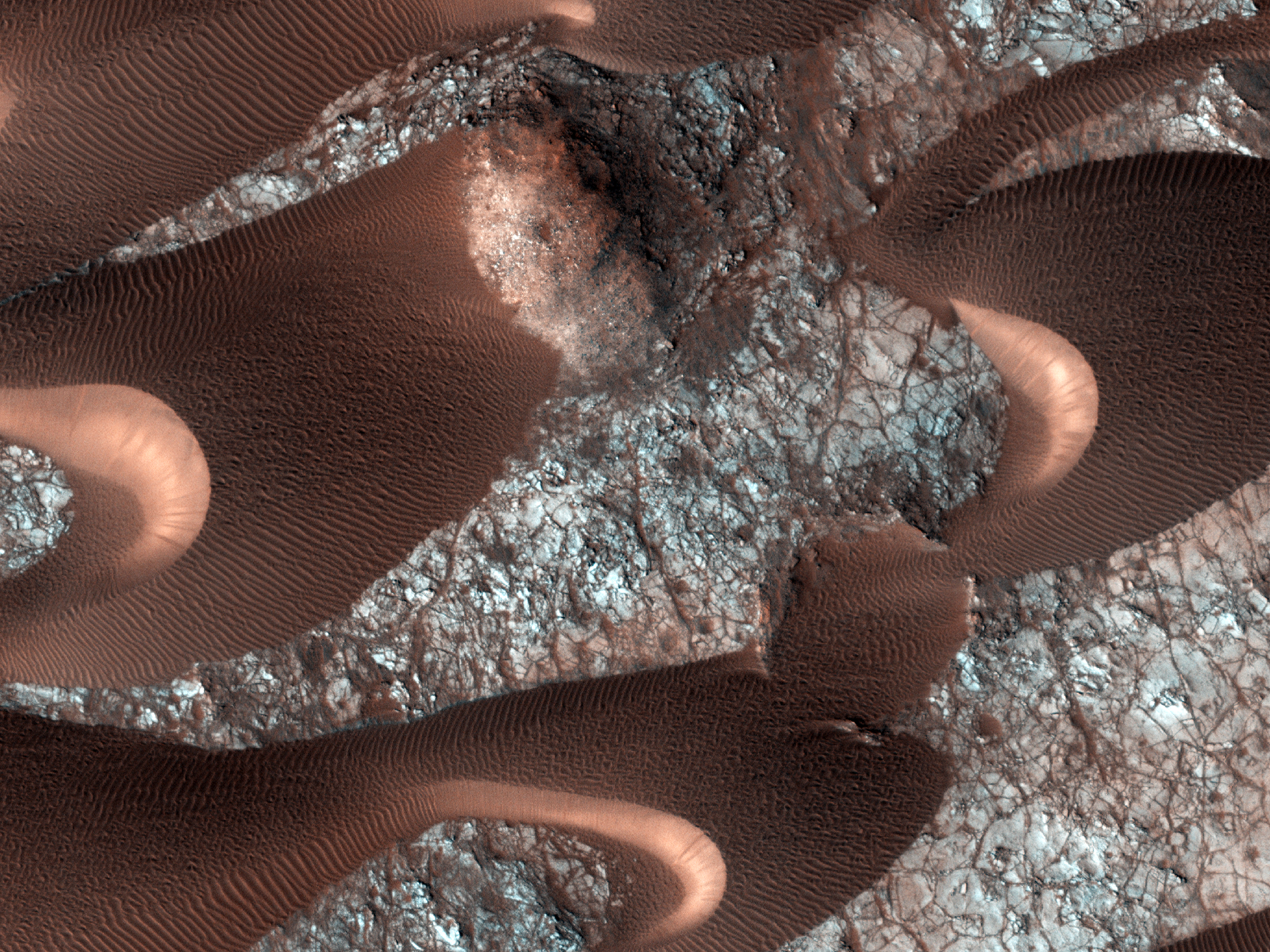
Cồn cát hình lưỡi liềm tại Nili Patera

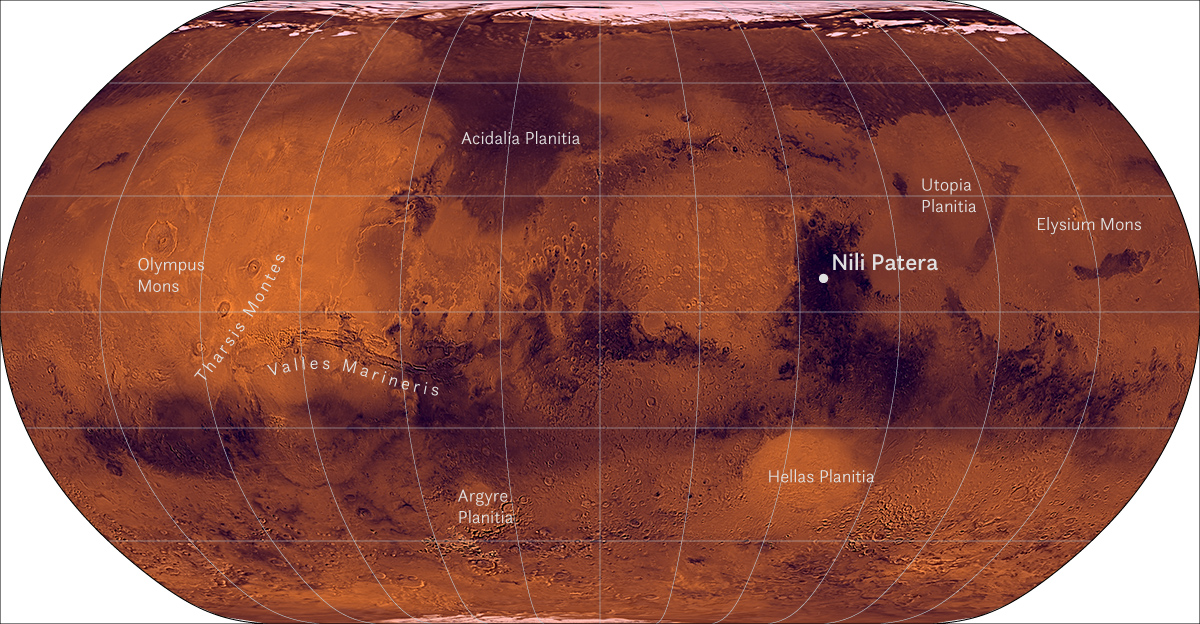
Vị trí của Nili Patera

Nili Patera là một cánh đồng cồn cát trên Sao Hỏa. Nó nằm trên đỉnh của một tầng dung nham tại vị trí của một ngọn núi lửa cổ đại là hõm chảo Nili Patera của Syrtis Major, gần xích đạo Sao Hỏa. Đây là một trong những cánh đồng cồn cát hoạt động mạnh nhất trên Sao Hỏa. Tọa độ của nó trên Sao Hỏa là vĩ độ 8,7° B, kinh độ 67,3° Đ. Cánh đồng đang được máy ảnh HiRISE trên tàu Mars Reconnaissance Orbiter tích cực nghiên cứu với tốc độ cứ sáu tuần một hình. Nghiên cứu về sự chuyển động của cồn cát cung cấp thông tin liên quan đến sự biến đổi của gió như là một hàm của thời gian và mở rộng việc nghiên cứu các đặc điểm xói mòn bề mặt của cảnh quan Sao Hỏa. Thông tin này sau đó có thể được sử dụng để phát triển và thiết kế các chuyến thám hiểm Sao Hỏa trong tương lai. Cồn cát trên cánh đồng Patera có hình lưỡi liềm và nghiên cứu của HiRISE về chúng là lần đầu tiên cho kết quả chuyển động cồn cát và gợn sóng tối thiểu 1 mét (3 ft 3 in) trên Sao Hỏa. Đây cũng là cánh đồng cồn cát đầu tiên được tìm hiểu bằng phần mềm COSI-Corr, ban đầu được phát triển để phân tích sự chuyển động của cồn cát trên Trái Đất. Các kết quả nghiên cứu từ bằng chứng cung cấp bởi sự việc quan sát cánh đồng Nili Patera cho thấy các dòng cát có thứ tự vài mét khối mỗi năm, tương tự như dòng cát được quan sát tại cồn cát của Thung lũng Victoria ở Nam Cực.

## Nghiên cứu

Ảnh chụp cánh đồng cồn cát Nili Patera trong thời gian ba năm (2007–2010) cho thấy gợn sóng của những cồn cát chuyển động

Trong khoảng thời gian 35 năm, bắt đầu từ Mariner 9 và kết thúc với Mars Odyssey, không hề phát hiện cát chuyển động trên Sao Hỏa. Cho đến thời điểm đó, các nhà khoa học đã suy đoán về bản chất tĩnh hoặc động của cồn cát Sao Hỏa. Để trả lời câu hỏi đó, cồn cát Nili Patera đã được HiRise kiểm nghiệm vào những thời điểm khác nhau và kết quả được phân tích bằng phần mềm có chức năng kiểm tra sự khác biệt giữa các bức ảnh theo thời gian. Người ta phát hiện rằng cồn cát Patera đã thay đổi hình thái theo thời gian và do đó, cánh đồng cồn cát Nili Patera có đặc điểm hình thành rất năng động. Ngoài ra, người ta còn phát hiện rằng có sự chênh lệch vận tốc giữa tầng trên và tầng dưới của cồn cát, cụ thể gợn sóng của tầng trên cùng di chuyển với vận tốc cao hơn so với gợn sóng của tầng dưới cùng. Điều này chỉ ra rằng cồn cát đang di chuyển như một đơn vị trên Sao Hỏa.
Tốc độ dòng di chuyển của các gợn sóng so với toàn bộ cồn cát đã được xác định và từ tính toán đó, xác định được tỷ lệ tương đối giữa những hạt cát năng lượng thấp gọi là "repton" (chủ yếu tác động cho gợn sóng di chuyển) so với các hạt năng lượng cao hơn là "salton" (chủ yếu tác động cho cồn cát di chuyển như một đơn vị). Cơ chế di chuyển như vậy được gọi là cuốn và người ta xác định rằng trong điều kiện gió hiện tại, những cồn cát tại Nili Patera đang hoạt động và di chuyển như một đơn vị. Do bầu khí quyển của Sao Hỏa mỏng hơn, gió phải nhanh hơn khoảng 10 lần so với trên Trái Đất để khiến cát chuyển động. Các cơn gió cao này rất hiếm khi xảy ra trên Sao Hỏa, nhưng do bầu khí quyển mỏng hơn và trọng lực thấp hơn của hành tinh, những hạt cát, một khi chuyển động, có thể di chuyển nhanh hơn và đến một khoảng cách xa hơn so với trên Trái Đất.

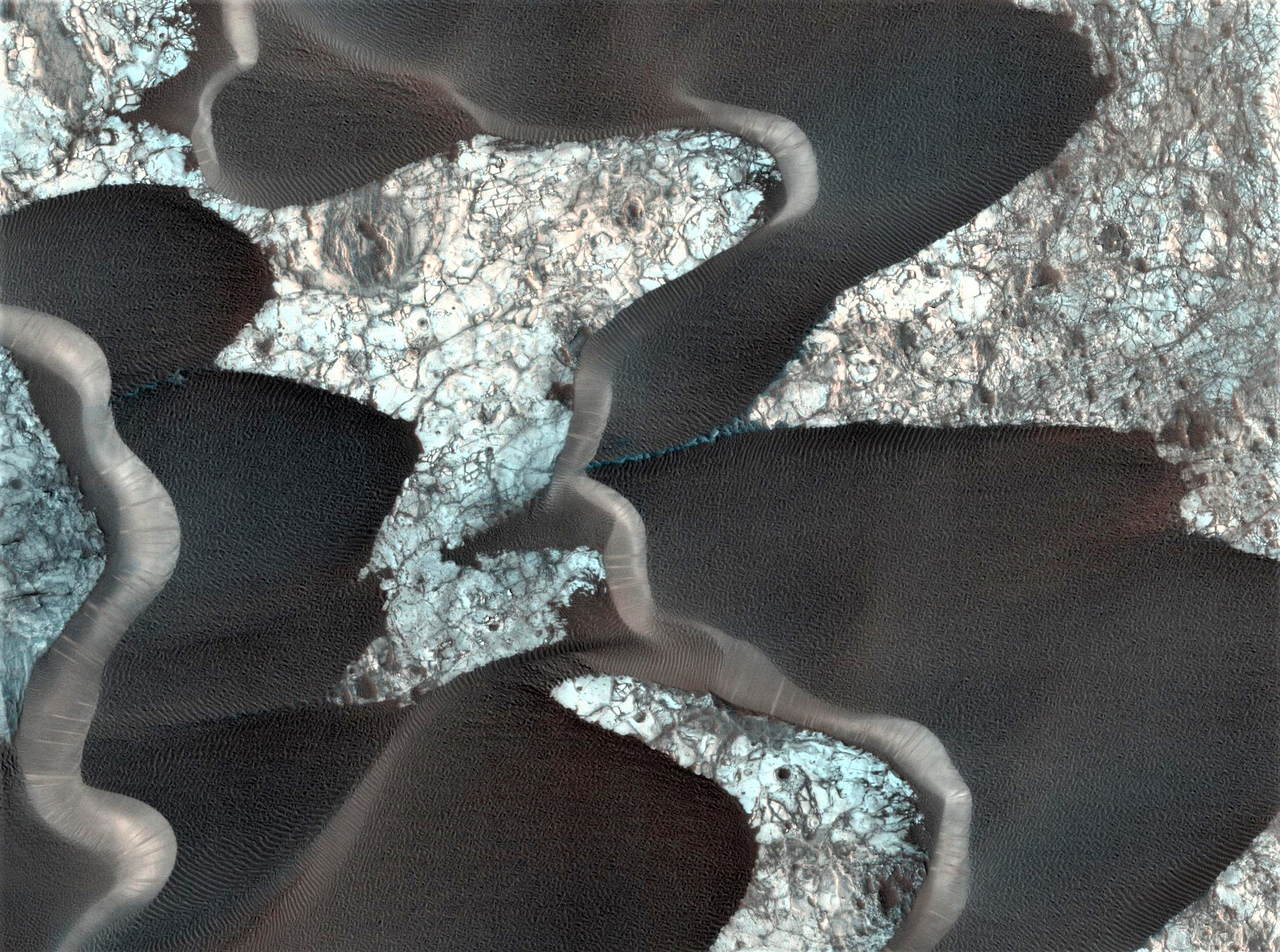
Cồn cát đen có khả năng bắt nguồn từ núi lửa trên Nili Patera. Bề mặt màu nhạt hơn là dung nham cổ xưa đã nguội lạnh. Các vết nứt trên bề mặt dung nham chứa đầy cát đen.

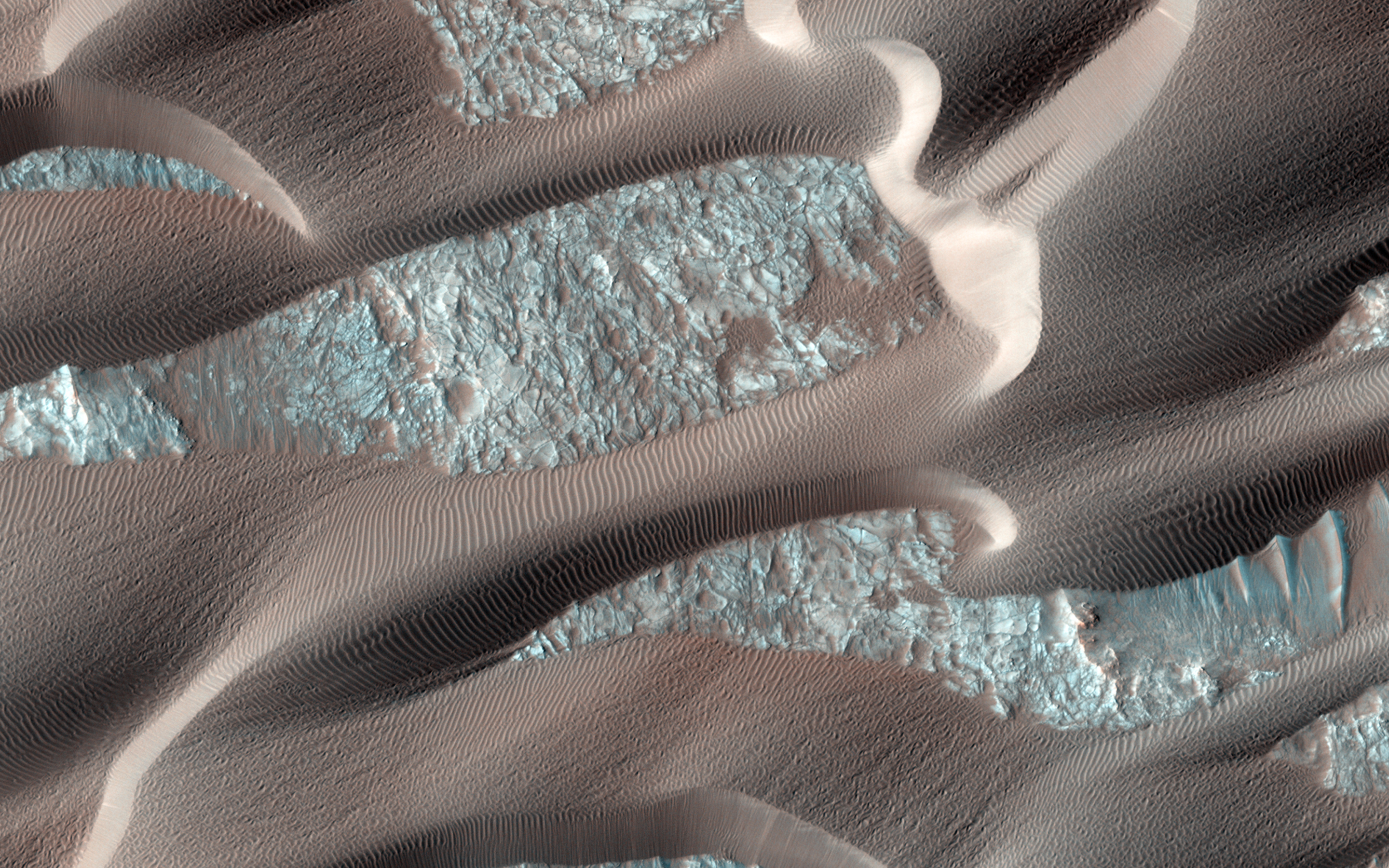
Cồn cát tại Nili Patera

Theo lý thuyết, trên Sao Hỏa, một khi gió mạnh bắt đầu khiến cát di chuyển, gió yếu hơn có thể duy trì sự chuyển động của cồn cát, do trọng lực của hành tinh thấp hơn và sức cản thấp của bầu khí quyển mỏng hơn. Bề mặt màu nhạt hơn dưới cồn cát của cánh đồng Nili Patera là dung nham cổ xưa đã nguội lạnh. Các vết nứt trên bề mặt dung nham chứa đầy cát đen, có thể có nguồn gốc từ núi lửa. Tuy nhiên, người ta không biết liệu cát núi lửa có nguồn gốc từ miệng núi lửa địa phương hoặc đã thổi từ địa điểm khác.
Tốc độ chảy của cát (gọi là lưu lượng) của cồn cát Nili Patera xấp xỉ bằng dòng chảy của cồn cát ở Thung lũng Victoria, Nam Cực. Sự chuyển động của cồn cát Nili Patera có thể được sử dụng để dự đoán tốc độ xói mòn đá do cát làm nổ tung các tảng đá. Dựa trên bằng chứng thu thập được, tốc độ xói mòn đá được dự đoán là gần với ở Nam Cực. Trong một bài báo đăng trên tạp chí Nature, các nhà khoa học NASA báo cáo rằng họ đã phát hiện chuyển động của cồn cát Nili Patera lên tới độ cao 200 foot (61 m) như "các đơn vị kết hợp trên Sao Hỏa". Những khám phá này đã dẫn đến sự hiểu biết ngày càng tăng về vai trò của gió trong các hiện tượng xói mòn của cảnh quan Sao Hỏa. Điều này có thể dẫn đến kế hoạch tốt hơn cho các chuyến thám hiểm Sao Hỏa trong tương lai, thực hiện bởi cả con người lẫn robot.